# Natação nos Jogos Olímpicos de Verão de 2016 - 400 m medley feminino
A competição dos 400 metros medley feminino da natação nos Jogos Olímpicos de Verão de 2016 foi disputada no dia 6 de agosto no Estádio Aquático Olímpico.

## Medalhistas
| Ouro   | HUN Katinka Hosszú  |
| Prata  | USA Maya DiRado     |
| Bronze | ESP Mireia Belmonte |

## Recordes
Antes desta competição, os recordes mundiais e olímpicos da prova eram os seguintes:
| Tipo | Atleta    | Tempo   | Local   | Data                |
| ---- | --------- | ------- | ------- | ------------------- |
|      | Ye Shiwen | 4:28.43 | Londres | 28 de julho de 2012 |
|      | Ye Shiwen | 4:28.43 | Londres | 28 de julho de 2012 |

Os seguintes recordes mundiais ou olímpicos foram estabelecidos durante esta competição:
| Data        | Evento | Atleta             | Tempo   | Notas |
| ----------- | ------ | ------------------ | ------- | ----- |
| 6 de agoato | Final  | HUN Katinka Hosszú | 4:26.36 | ,     |

## Resultados

### Eliminatórias
| Pos. | Elim. | Raia | Nadadora               | CON                 | Tempo   | Notas            |
| ---- | ----- | ---- | ---------------------- | ------------------- | ------- | ---------------- |
| 1    | 5     | 4    | Katinka Hosszú         | HUN Hungria         | 4:28.58 | Q,               |
| 2    | 5     | 3    | Mireia Belmonte        | ESP Espanha         | 4:32.75 | Q                |
| 3    | 4     | 4    | Maya DiRado            | USA Estados Unidos  | 4:33.50 | Q                |
| 4    | 5     | 5    | Hannah Miley           | GBR Grã-Bretanha    | 4:33.74 | Q                |
| 5    | 4     | 3    | Aimee Willmott         | GBR Grã-Bretanha    | 4:34.08 | Q                |
| 6    | 5     | 2    | Elizabeth Beisel       | USA Estados Unidos  | 4:34.38 | Q                |
| 7    | 5     | 7    | Sakiko Shimizu         | JPN Japão           | 4:34.66 | Q,               |
| 8    | 4     | 5    | Emily Overholt         | CAN Canadá          | 4:36.54 | Q                |
| 9    | 3     | 2    | Nguyễn Thị Ánh Viên    | VIE Vietnã          | 4:36.85 | Recorde nacional |
| 10   | 4     | 6    | Miho Takahashi         | JPN Japão           | 4:37.33 |                  |
| 10   | 4     | 8    | Keryn McMaster         | AUS Austrália       | 4:37.33 |                  |
| 12   | 3     | 4    | Sydney Pickrem         | CAN Canadá          | 4:38.06 |                  |
| 13   | 5     | 8    | Zsuzsanna Jakabos      | HUN Hungria         | 4:38.52 |                  |
| 14   | 4     | 2    | Barbora Závadová       | CZE República Checa | 4:38.53 |                  |
| 15   | 3     | 5    | Joanna Maranhão        | BRA Brasil          | 4:38.88 |                  |
| 16   | 5     | 6    | Blair Evans            | AUS Austrália       | 4:38.91 |                  |
| 17   | 2     | 7    | Matea Samardžić        | CRO Croácia         | 4:39.41 |                  |
| 18   | 3     | 8    | Viktoriya Zeynep Güneş | TUR Turquia         | 4:41.79 |                  |
| 19   | 3     | 7    | María Vilas Vidal      | ESP Espanha         | 4:42.52 |                  |
| 20   | 2     | 2    | Anja Crevar            | SRB Sérvia          | 4:43.19 |                  |
| 21   | 3     | 6    | Franziska Hentke       | GER Alemanha        | 4:43.32 |                  |
| 22   | 5     | 1    | Lara Grangeon          | FRA França          | 4:43.98 |                  |
| 23   | 3     | 1    | Fantine Lesaffre       | FRA França          | 4:44.47 |                  |
| 24   | 1     | 5    | Martina van Berkel     | SUI Suíça           | 4:45.12 |                  |
| 25   | 1     | 3    | Tanja Kylliäinen       | FIN Finlândia       | 4:45.33 | Recorde nacional |
| 26   | 3     | 3    | Luisa Trombetti        | ITA Itália          | 4:45.52 |                  |
| 27   | 4     | 7    | Ye Shiwen              | CHN China           | 4:45.86 |                  |
| 28   | 2     | 3    | Victoria Kaminskaya    | POR Portugal        | 4:46.03 |                  |
| 29   | 1     | 4    | Jördis Steinegger      | AUT Áustria         | 4:47.84 |                  |
| 30   | 2     | 4    | Sara Franceschi        | ITA Itália          | 4:48.48 |                  |
| 31   | 2     | 6    | Virginia Bardach       | ARG Argentina       | 4:49.69 |                  |
| 32   | 4     | 1    | Zhou Min               | CHN China           | 4:50.38 |                  |
| 33   | 2     | 5    | Ranohon Amanova        | UZB Uzbequistão     | 4:52.15 |                  |

### Final

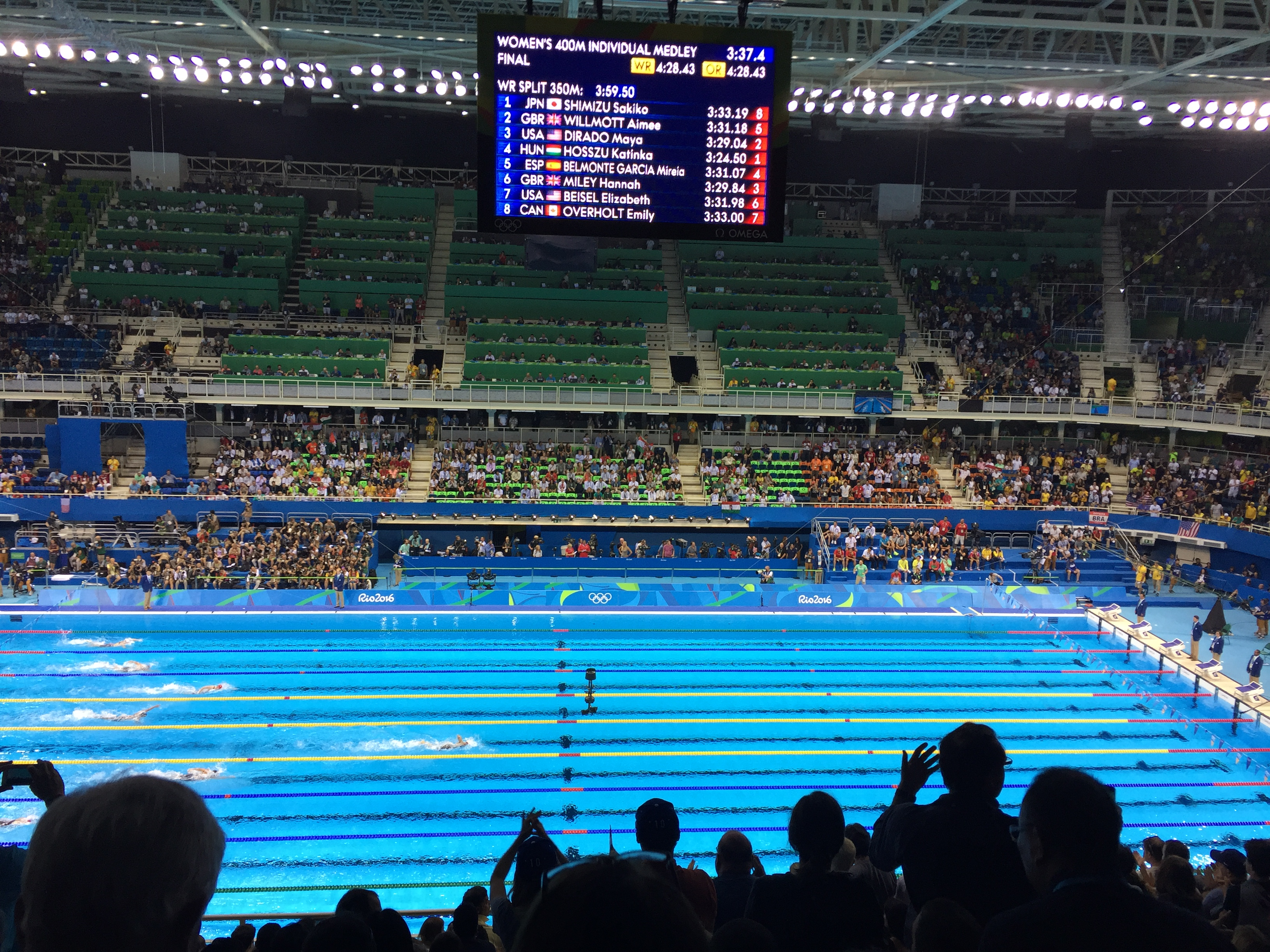
Katinka Hosszú liderando a final da prova onde quebrou o recorde mundial.

| Pos.              | Raia | Nadadora         | CON                | Tempo   | Notas           |
| ----------------- | ---- | ---------------- | ------------------ | ------- | --------------- |
| Medalha de ouro   | 4    | Katinka Hosszú   | HUN Hungria        | 4:26.36 | Recorde mundial |
| Medalha de prata  | 3    | Maya DiRado      | USA Estados Unidos | 4:31.15 |                 |
| Medalha de bronze | 5    | Mireia Belmonte  | ESP Espanha        | 4:32.39 |                 |
| 4                 | 6    | Hannah Miley     | GBR Grã-Bretanha   | 4:32.54 |                 |
| 5                 | 8    | Emily Overholt   | CAN Canadá         | 4:34.70 |                 |
| 6                 | 7    | Elizabeth Beisel | USA Estados Unidos | 4:34.98 |                 |
| 7                 | 2    | Aimee Willmott   | GBR Grã-Bretanha   | 4:35.04 |                 |
| 8                 | 1    | Sakiko Shimizu   | JPN Japão          | 4:38.06 |                 |

Legenda
| Recorde mundial      | Recorde mundial (World record)               |                       | Recorde africano                      | Recorde africano (African) |                                           | Q | Classificado por posição (Qualified) |
| Recorde olímpico     | Recorde olímpico (Olympic record)            | Recorde da América    | Recorde da América (Americas)         | q                          | Classificado por melhor tempo (Qualified) |   |                                      |
| Melhor marca do ano  | Melhor marca do ano (World leading)          | Recorde asiático      | Recorde asiático (Asian)              | DNS                        | Não largou (Did not start)                |   |                                      |
| Recorde nacional     | Recorde nacional (National record)           | Recorde europeu       | Recorde europeu (European)            | DNF                        | Não terminou (Did not finish)             |   |                                      |
| Recorde pessoal      | Recorde pessoal do atleta (Personal best)    | Recorde da Oceania    | Recorde da Oceania (Oceania)          | DSQ / DQ                   | Desclassificado (Disqualified)            |   |                                      |
| Recorde da temporada | Recorde da temporada do atleta (Season best) | Recorde sul-americano | Recorde sul-americano (South America) | NM                         | Sem marca (No mark)                       |   |                                      |